# Lavotchkine La-7
Le Lavotchkine La-7 (en russe : Лавочкин Ла-7) était un avion de chasse monoplace soviétique de la Seconde Guerre mondiale conçu par Semion Alexeïevitch Lavotchkine.

## Conception
Résultat de recherches intenses du TsAGI sur le Lavotchkine La-5, le La-7 est apparu au début de 1944. Sa structure allégée comprenait des longerons d'aile métalliques, un troisième canon de 20 mm et des améliorations aérodynamiques portant la vitesse maximale de l'avion à 680 km/h. Plus rapide d'une trentaine de kilomètres par heure que son prédécesseur le La-5FN, il rejoignit le Yak-3 au panthéon des meilleurs chasseurs soviétiques et mondiaux. Le La-7 a été considéré par ses pilotes comme étant au moins équivalent à n'importe lequel des chasseurs allemands à moteur à pistons. Il a même abattu un chasseur à réaction Messerschmitt Me 262. Il a été retiré en 1947 de l'armée de l'air soviétique, mais il a servi jusqu'en 1950 dans l'armée de l'air tchécoslovaque.

## Engagements
Le La-7 a été piloté par l'as soviétique Ivan Nikitovich Kojedoub. D'origine ukrainienne, Kojedoub, surnommé « Ivan le Terrible », a été fait trois fois Héros de l'Union soviétique. Il a remporté ses 17 dernières victoires aériennes en 1945 sur un La-7 numéroté 27, qui est maintenant conservé dans le musée de l'armée de l'air à Monino en périphérie de Moscou. Un des avions allemands qu'il a abattu était le Messerschmitt Me 262 du sergent Kurt Lange du 1./KG(J)54, au-dessus de Francfort-sur-l'Oder le 15 février 1945.

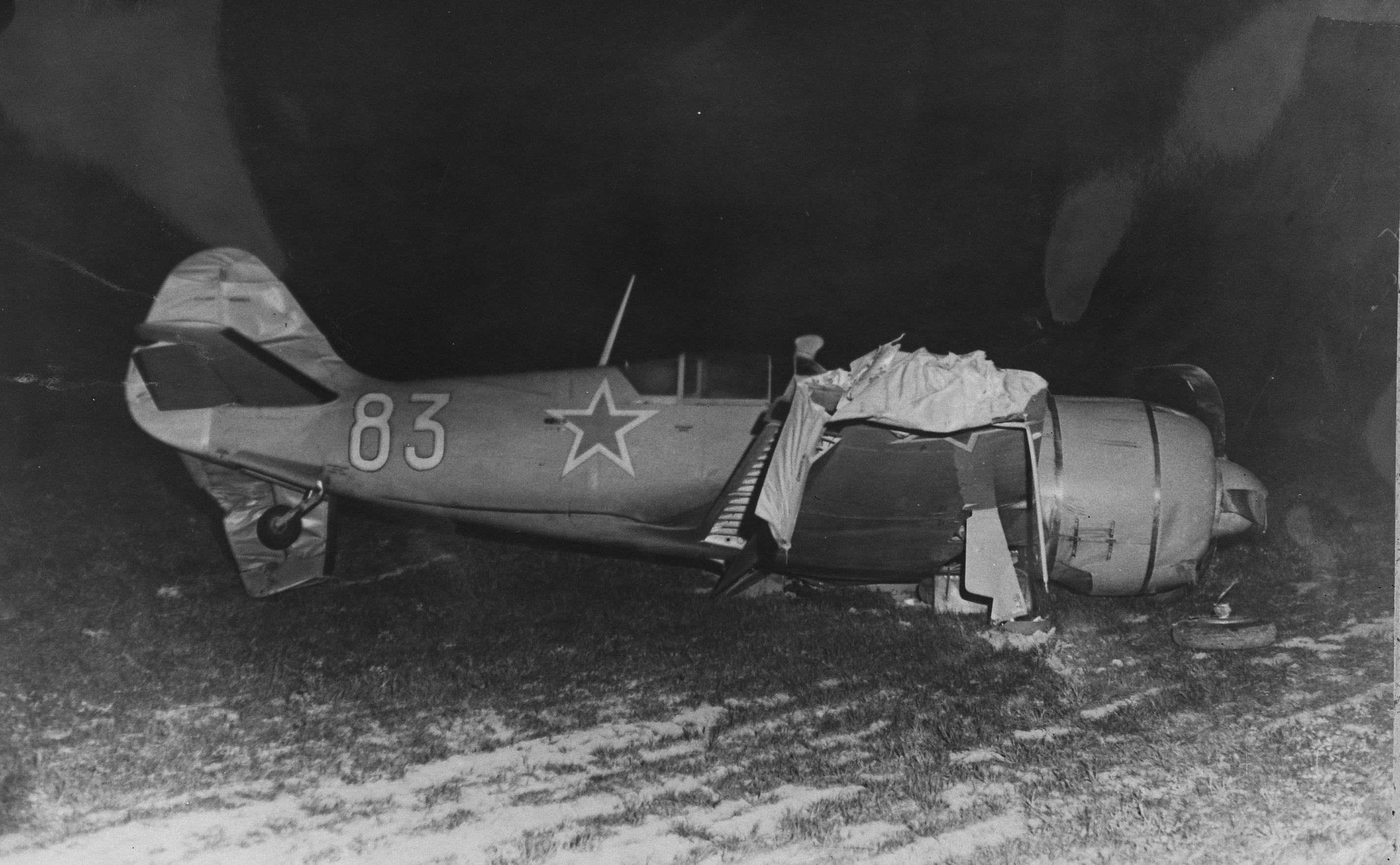
Chasseur soviétique La-7, qui s’est écrasé en Suède après y avoir été piloté par un pilote russe déserteur, en mai 1949